# Nicolas du Bosc
Pour les articles homonymes, voir Bosc.
Nicolas du Bosc, mort le 19 septembre 1408 à Paris, est un évêque et un homme politique français, conseiller des rois Charles V et Charles VI. Il fait partie de ces conseillers nommés les Marmousets par leurs détracteurs.

## Biographie
Nicolas est fils de Martin du Bosc, seigneur de Tendos, et de Guillelmine du Valricher.
Docteur en droits civils et canoniques, chanoine de Rouen, il est nommé conseiller clerc et avocat aux enquêtes du Parlement en 1345.
En 1374, il est maître des requêtes de l'hôtel du Roi.
En 1375, Nicolas du Bosc est nommé évêque de Bayeux et devient conseiller du roi Charles V. Le roi l'envoie à Bruges avec quelques autres conseillers d'État pour traiter de la paix avec l'Angleterre. L'évêque de Bayeux siège au parlement de Paris en 1378 et 1380. En 1379, le roi le nomme général sur le fait des aides. En 1383 il est chargé, avec le duc de Berry et plusieurs autres, de traiter de la paix avec l'Angleterre, et est envoyé, à cet effet, à Boulogne-sur-Mer.
Ecarté par les oncles du roi Charles VI durant sa maladie, il revient aux affaires en 1388. En 1390, Nicolas du Bosc est encore envoyé en Picardie pour traiter de la paix avec les Anglais.
En 1392, Nicolas du Bosc assiste à la translation des reliques du roi saint Louis dans l'abbaye de Saint-Denis. En 1397, il est nommé  premier président de la Chambre des comptes, et se substitue à Arnaud de Corbie en tant que garde des sceaux. Au retour de ce dernier, en 1400, il est écarté en raison de son âge.
Nicolas du Bosc a commencé aussi à Caen la construction du palais épiscopal.

## Source
- Jean Favier, Dictionnaire de la France médiévale, Fayard, 1993 (ISBN 2-213-03139-8)